# Leta
Leta (em latim: Laeta) foi uma imperatriz-consorte romana do ocidente por um breve período, esposa do imperador Graciano. Zósimo cita a única parente conhecida de Leta, sua mãe Pissamena.

## Imperatriz
Graciano casou pela primeira vez com Flávia Máxima Constância, que morreu com apenas vinte e um anos de idade. O Chronicon Paschale data a chegada dos restos da imperatriz a Constantinopla em 31 de agosto de 383, de onde se pode presumir que ela tenha morrido no início deste mesmo ano. Como o imperador foi assassinado em 25 de agosto, assume-se que Leta tenha se casado com ele no brevíssimo intervalo entre a morte de Flávia e a morte do marido.
No seu relato sobre o cerco de Roma pelo rei visigodo Alarico I (de c. 408), Zósimo menciona que a cidade enfrentou muita carestia. Diz o historiador:
| “ | Leta, a esposa do imperador Graciano, e sua mãe, Pissamena, deram comida a muitos por algum tempo. Pois como elas recebiam do tesouro provisões para uma mesa imperial, pela generosidade de Teodósio, que lhes havia conferido tal privilégio, muitos receberam o butim destas duas senhoras e obtiveram da casa delas o que lhes salvou da fome" | ” |
|   | — Zósimo, Nova História. |   |

Esta passagem é a única menção de Leta nas fontes primárias.